# Othon Ier de Brunswick-Göttingen
Pour les articles homonymes, voir Othon Ier.
Othon Ier (vers 1340 – 13 décembre 1394), dit « le Mauvais » (der Quade), est duc de Brunswick-Lunebourg et prince de Göttingen de 1367 à sa mort.
Il est le fils et successeur d'Ernest. Il épouse Marguerite de Berg, fille de Guillaume II de Berg. Son fils Othon II lui succède.